# 离子强度
离子强度是溶液中离子浓度的量度，是溶液中所有离子浓度的函数，定义如下：
{\displaystyle I={\begin{matrix}{\frac {1}{2}}\end{matrix}}\sum _{{\rm {i}}=1}^{n}c_{\rm {i}}z_{\rm {i}}^{2}}
其中：
- {\displaystyle \ c_{i}} 是离子 {\displaystyle \ i} 的摩尔浓度（单位 {\displaystyle \ mol\cdot dm^{-3}}）
- {\displaystyle \ z_{i}} 是离子 {\displaystyle \ i} 所带的电荷数，如镁离子 {\displaystyle \ Mg^{2+}} 就是 {\displaystyle \ +2}。

離子化合物溶於水中時，會解離成離子。水溶液中電解質的濃度會影響到其他鹽類的溶解度。尤其是當易溶的鹽類溶於水中時，會增加難溶鹽類的溶解度。而影響的強弱程度就稱為離子強度。
例如，0.050 mol·dm-3 Na2SO4（硫酸鈉）和0.020 mol·dm-3NaCl（氯化鈉）混合溶液，其離子強度為： 

I = 1/2((2 × (+1)2 × 0.050) + (+1)2 × 0.020 + (−2)2 × 0.050 + (−1)2 × 0.020) = 0.17 mol·dm-3